# بركان أوزورنو

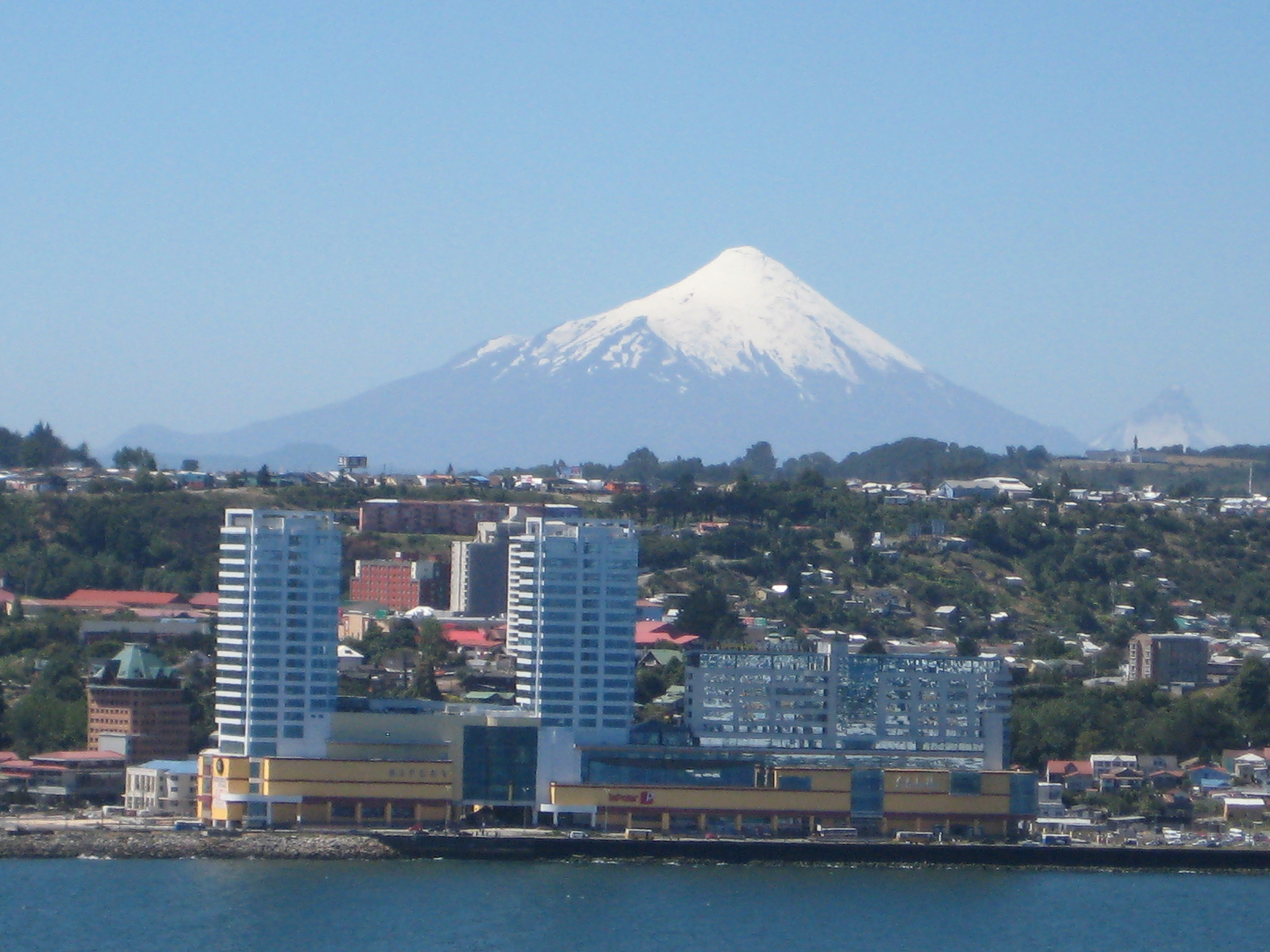
بويرتو مونت وفي الخلفية بركان أوزورنو.

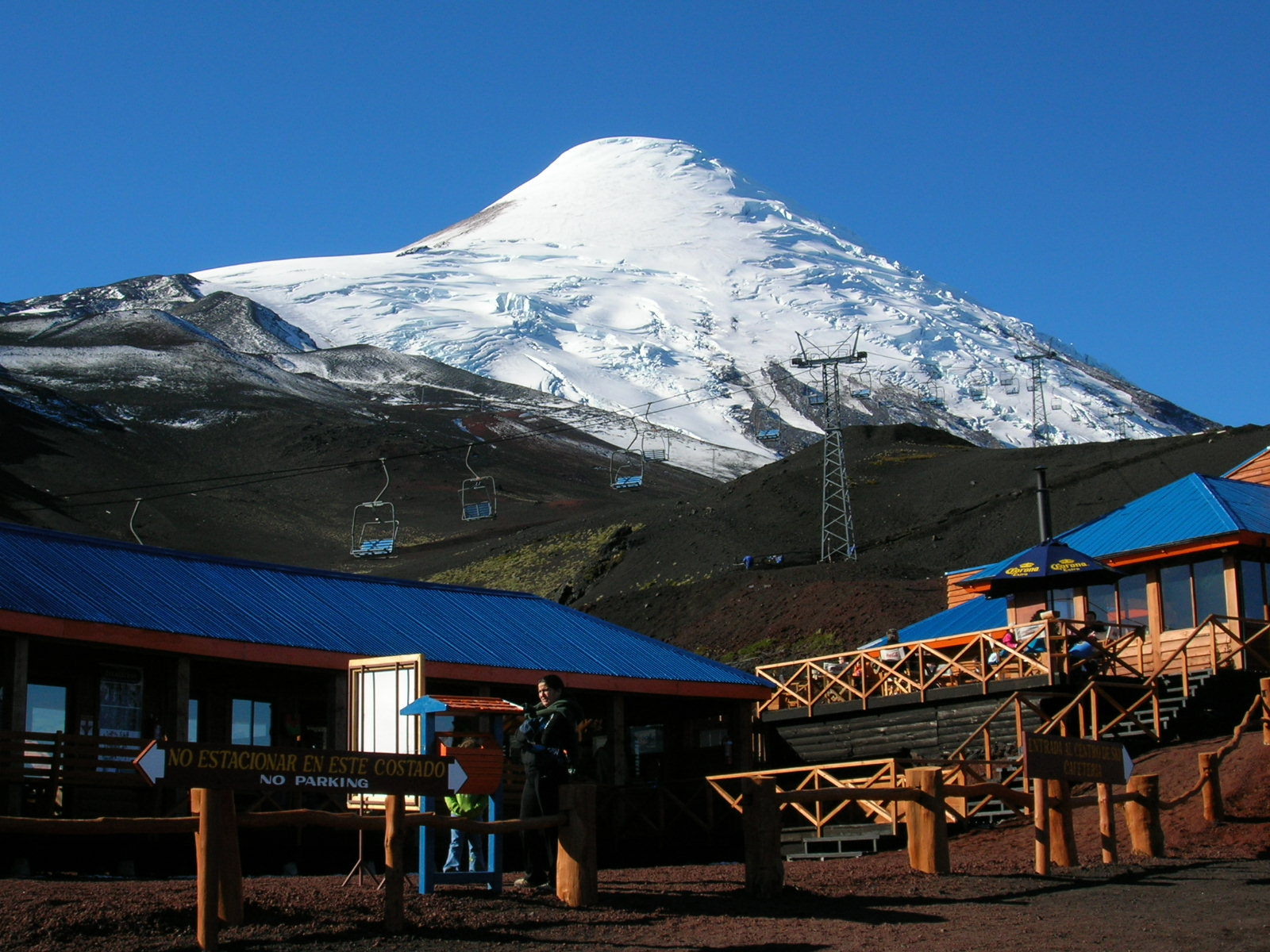
مركز سياحي للتزلق على الجليد La Burbuja

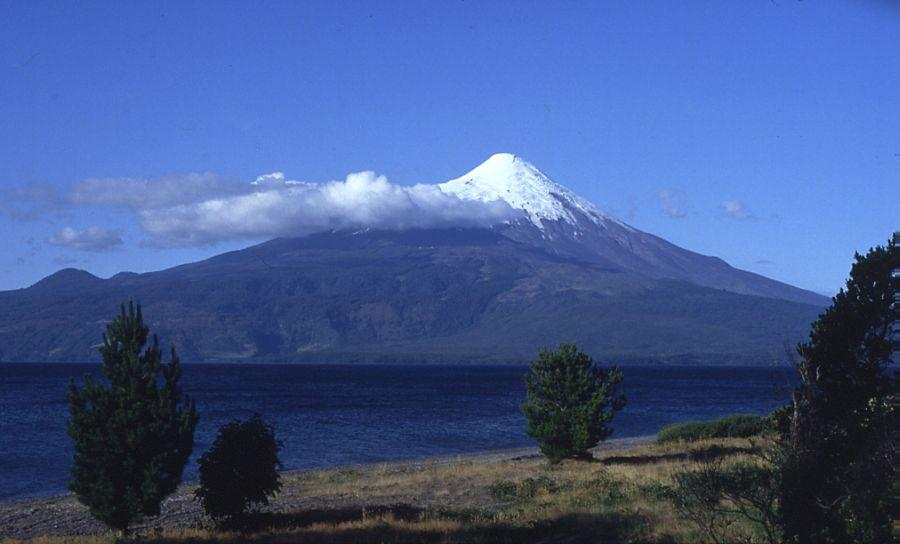
بركان أوزورنو على بحيرة يانكيوي

بركان أوزورنو (بالإنجليزية: Volcan osorno) يوجد بركان أوزورنو بالقرب من مدينة بويرتو مونت في تشيلي. تسقط منه عند أسفله عدة شلالات وجداول، مثل «سالتوس دي بتروهوي». يبلغ ارتفاع البركان أوزورنو نحو 1300 متر فوق سطح البحر، ويمكن الوصول إليه في طريق معبد ويعلوه بيت للجوالة.
من على مرتفع بركان أوزورنو يستطيع المرء مشاهدة عدة براكين أخرى، مثل بركان كالبوكو وبركان كاسابلانكا. كما يمكن مشاهدة البركان أوزورنو من عدة جبال حوله، مثل «مونت ترونادور» حيث يتمتع المرء بمشهد خلاب.
تقع «بحيرة لوغو تودوس لوس سانتوس» شرقا من البركان، ويوجد بوسط البحيرة جزيرة، تسمى «جزيرة مارغاريتا» Isla Margarita.

## معرض صور

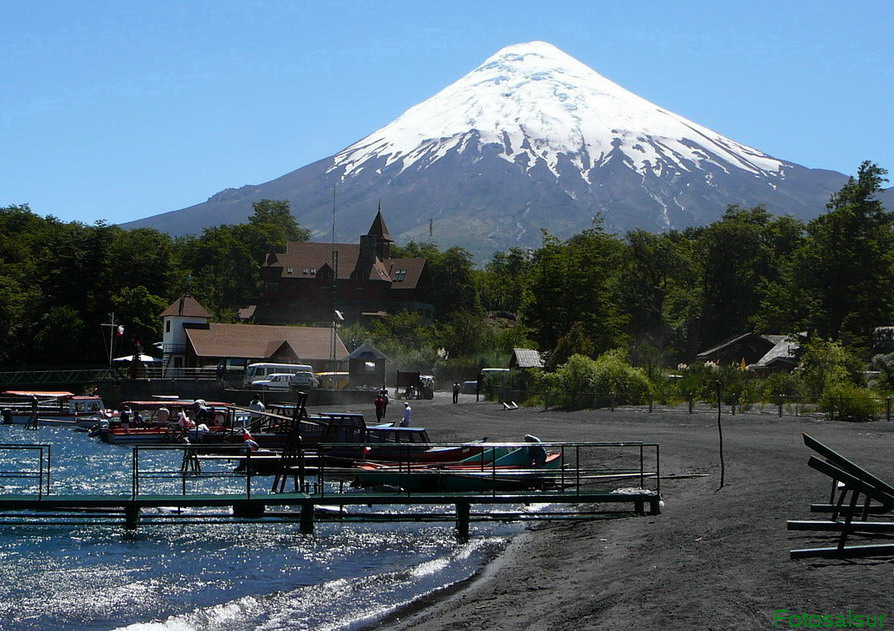
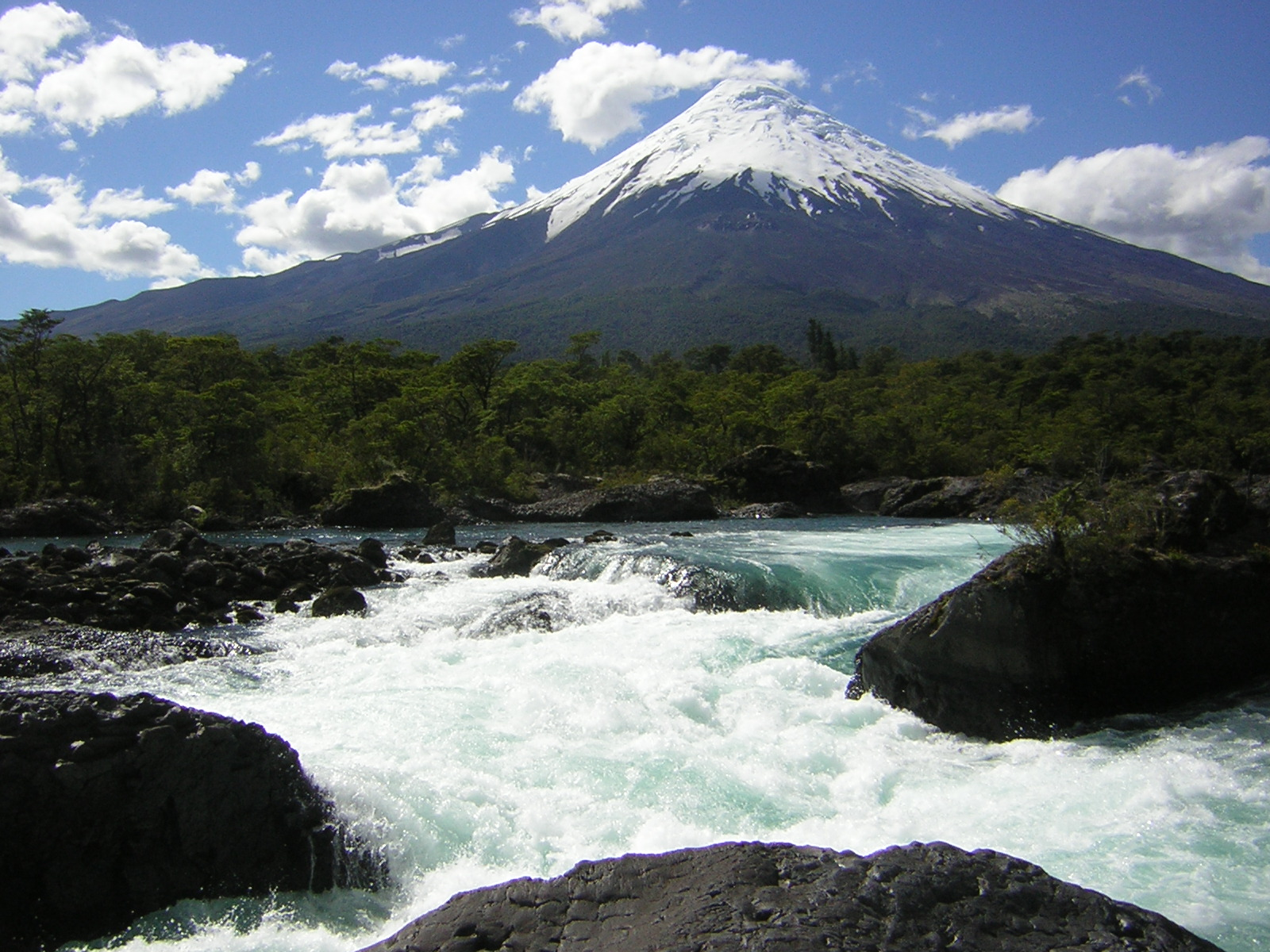
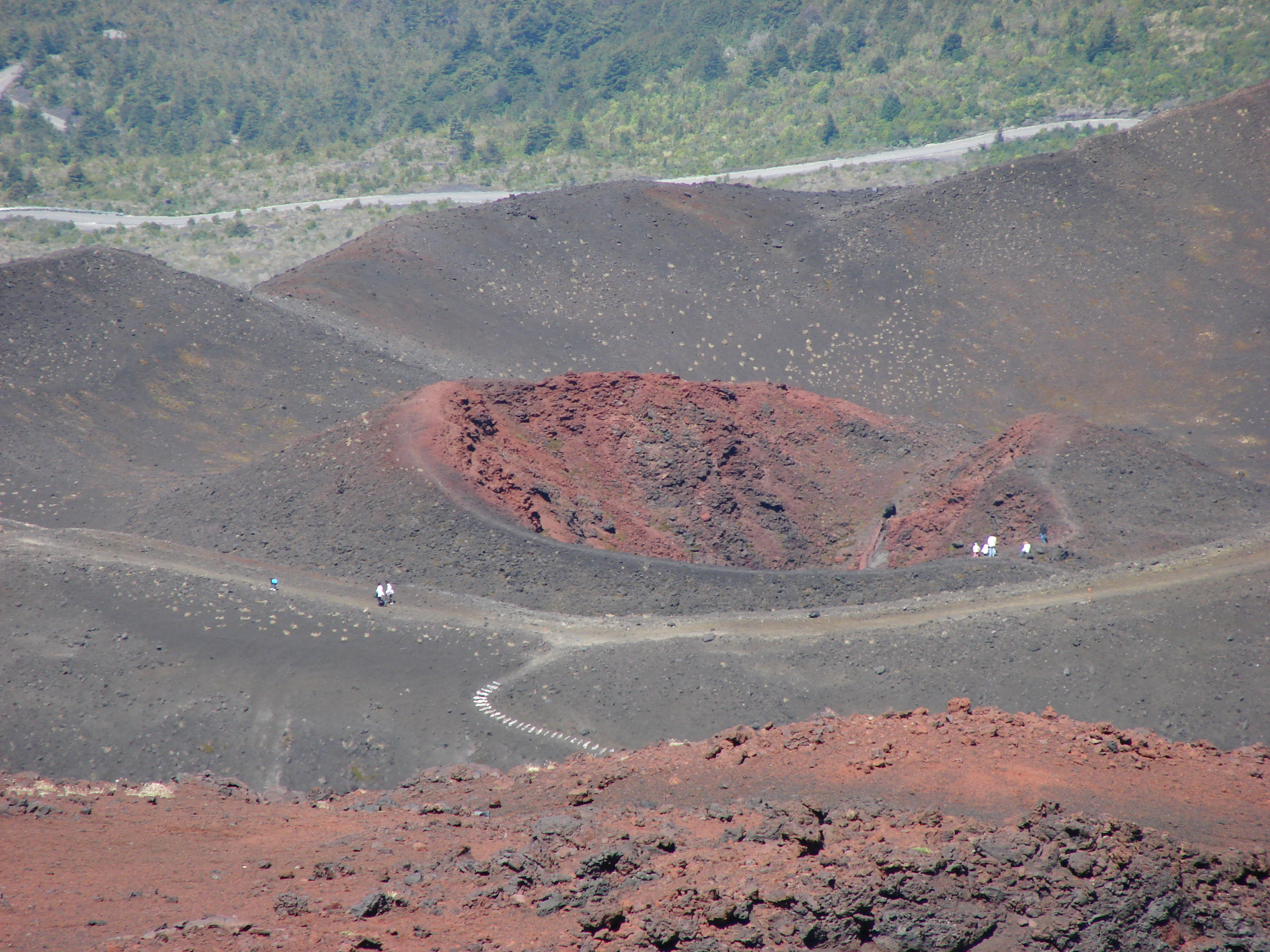
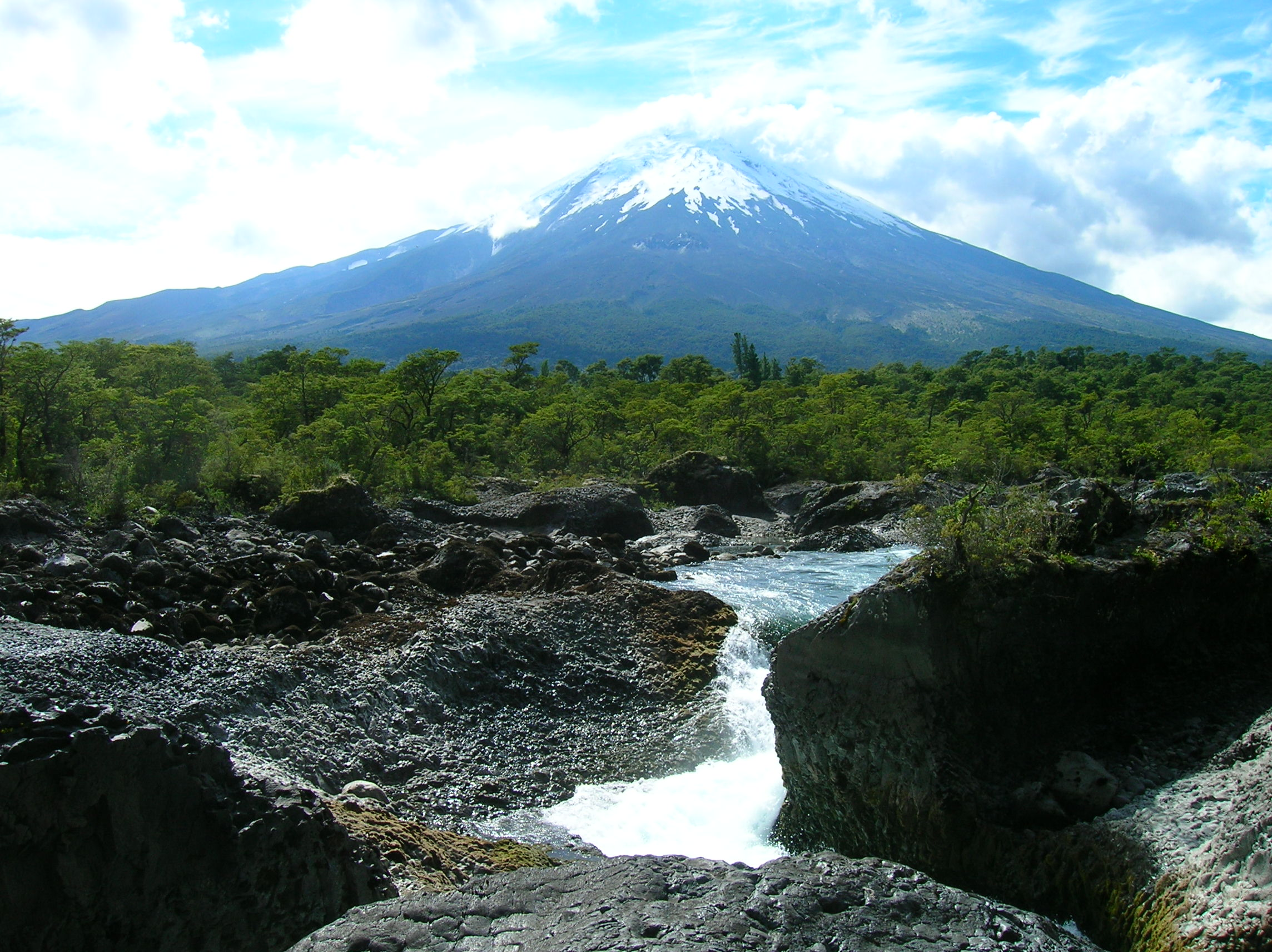
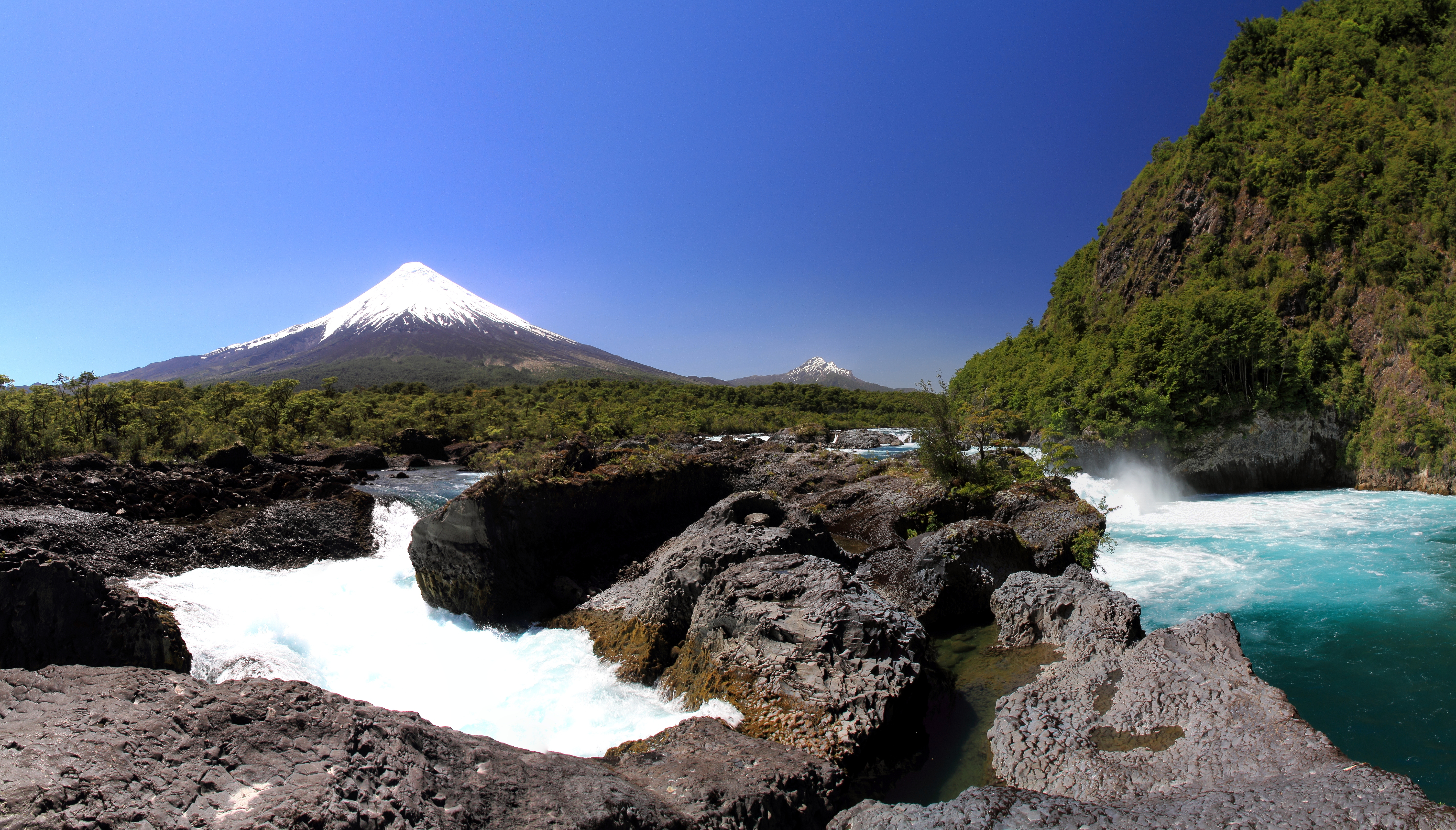

## وصلات خارجية
- Osorno auf summitpost (englisch)
- Osorno auf www.andeshandbook.cl (spanisch)

## اقرأ أيضا
- الكالافات
- بويرتو مونت (تشيلي)
- بويرتو فاراس